# ریشارد آنشوتس
ریشارد آنشوتس (آلمانی: Richard Anschütz; ۱۰ مارس ۱۸۵۲ – ۸ ژانویهٔ ۱۹۳۷) یک شیمی‌دان اهل آلمان بود.